# Ladislav Simon
Ladislav Simon (3. dubna 1929 Klánovice – 19. května 2011 Čerčany) byl český hudební skladatel, hudební dramaturg a režisér, dirigent, hudební redaktor, hudební pedagog, hudební organizátor a klavírista, otec klavíristy Jana Simona a manžel režisérky Svatavy Simonové.

## Studia
V letech 1943–1950 na Pražské konzervatoři vystudoval hru na klavír u Kláry Jiránkové,
v letech 1944–1945 také studoval soukromě komponování u Aloise Háby. Po absolutoriu na Pražské konzervatoři studoval dále hudební vědu a fonetiku na Filosofické fakultě Univerzity Karlovy, bezprostředně poté také dále studoval hru na klavír na pražské Hudební fakultě Akademie múzických umění u profesora Františka Raucha.

## Pedagogické působení
- V letech 1951–1953 učil hru na klavír i hudební nauku na Loutkářské fakultě Divadelní fakulty Akademie múzických umění v Praze.
- V letech 1966–1968 učil hudební teorii na Ostravské konzervatoři.
- V letech 1982–1990 vyučoval hudební teorii, skladbu a hru na klavír na Pražské konzervatoři.

## Československá televize a rozhlas
- V letech 1953–1954 pracoval jako hudební redaktor v Československém rozhlasu.
- Mezi léty 1954 a 1958 působil jako hudební dramaturg a režisér v Československé televizi.
- Stal se autorem znělky k televiznímu Večerníčku a Televizním novinám
- Zhruba ke 200 televizních inscenací složil scénickou hudbu.

## Divadelní činnost
- V letech 1959–1970 působil jako šéfdirigent činoherního orchestru a hudební dramaturg Divadla na Vinohradech, založil zde studio zaměřené na elektronickou hudbu.
- V letech 1970–1974 byl rovněž vedoucím činoherního orchestru i hudebním dramaturgem činohry pražského Národního divadla.
- V letech 1974–1976 pracoval také jako dramaturg a dirigent orchestru opery Národního divadla v Praze.

### Scénická hudba
- Národní divadlo Praha
- Divadlo na Vinohradech
- Divadlo E. F. Buriana
- Divadlo S. K. Neumanna
- Jihočeské divadlo v Českých Budějovicích
- Divadlo J. K. Tyla v Plzni
- Divadlo F. X. Šaldy v Liberci
- Divadlo pracujících Most
- Divadlo bratří Mrštíků v Brně
- Státní divadlo Brno
- Státní divadlo Ostrava
- Divadlo Petra Bezruče Ostrava
- Slezské divadlo Opava
- Těšínské divadlo

## Organizátorská činnost
- V letech 1966–1968 vykonával funkci tajemníka Svazu skladatelů v Ostravě.
- V sezóně 1993–1994 působil také jako ředitel Uměleckého studia ministerstva obrany, zde pak spoluzaložil Pražskou komorní filharmonii.
- V letech 1996 až 2002 pracoval jako ředitel Divadelní a literární agentury (DILIA).

## Dílo

### Komorní díla
- 1961 Nokturna pro flétnu, klarinet a harfu
- 1963 Sonatina per flauto e pianoforte
- 1965 Tři studie pro klavír a cembalo sólo, s magnetofonovým pásem
- 1966 Antithese pro flétnu, basklarinet, klávesové a bicí nástroje a magnetofonový pás
- 1967 Missa non sacra, pro 2 flétny, klávesové a bicí nástroje, recitátora a magnetofonový pás  na skladatelův text
- 1981 Cesta. Dialog pro pět žesfových nástrojů
- 1981 Sonáta pro klavír č. 1
- 1984 Perokresby pro flétnu, hoboj, klarinet, lesní roh a fagot
- 1986 Sonáta pro klavír č. 2, nahrávka EBP
- 1988 Symfonietta pro 13 dechových nástrojů
- 1991 Trio pro flétnu, violoncello a klavír
- 1991 Sextet pro klavír, flétnu, hoboj, klarinet, fagot a lesní roh
- 2004 Koncertantní fantazie pro trombón a klavír (objednávka Pražského jara pro mezinárodní soutěž v roce 2004)

### Orchestrální skladby
- 1969 Koncertino pro flétnu a orchestr
- 1990 Koncert pro klavír a orchestr, CD Panton 1990
- 1987 Koncert pro housle a orchestr
- 1988 Koncert pro sopránový saxofon in B a orchestr – též pro klarinet in B
- 1991 Concerto per fagotto e orchestra da camera
- 1991 Koncert pro klavír a orchestr č. 2

### Vokální skladby
- 1986 Srovnání raka s lancknechtem. Cyklus písní pro baryton a klavír na texty Hanse Sachse v překladu Ivana Wernische
- 1988 Artikule proti vojně, pro baryton sólo, klavír sólo, dechový kvintet, žesťový kvintet a kvintet bicích nástrojů na texty Hanse Sachse
- 1988 Suita z baletu Jennifer, pro velký orchestr, nahrávka ČRo
- 1989 Křest svatého Vladimíra. Opera-oratorium na texty Karla Havlíčka Borovského pro sóla, dětský a smíšený sbor a velký orchestr
- 1993 Requiem za zemřelé, pro které byla hudba životem. Oratorium pro sóla, smíšený sbor, dva jazzové orchestry a varhany, CD Clarton 1994
- 1999 Mullier amicta sole. Oratorium pro sólo, sbor, symfonický a jazzový orchestr

### Skladby pro velký jazzový orchestr
- 1971 Šachová dáma – blues pro jazzový orchestr, nahrávka ČRo
- 1971 Tisíc sluncí – freska pro jazzový orchestr, nahrávka ČRo
- 1972 Blues nešťastně narozených dětí, nahrávka ČRo

### Hudebně dramatická díla
- 1977 Jennifer. Taneční drama, libreto Ladislav a Svatava Simonovi, pro soprán a mezzosoprán sólo, činoherce, smíšený sbor a velký orchestr
- 1978 Medea. Taneční drama. Transkripce melodramu Jiřího Antonína Bendy, pro recitátora a komorní orchestr
- 1982 Dvanáct měsíců. Taneční balada na námět pohádky Boženy Němcové, libreto E. Hofmann, pro velký orchestr
- 1986 Kašpar – muž, který prodává rány holí. Operní groteska o třech dějstvích, libreto Ladislav a Svatava Simonovi, pro soprán, mezzosoprán, alt, 2 tenory, 3 basy, komorní smíšený sbor, komorní orchestr
- 1990 Dáma s kaméliemi. Symfonicko-dramatická variace na téma Verdiho opery La traviata, pro velký orchestr. Televizní film, režie Petr Weigl (1992)

### Scénická hudba

#### Divadlo na Vinohradech - výběr
- 1959 George Farquhar: Bubny a trumpety
- 1959 Josef Kajetán Tyl: Lesní panna aneb Cesta do Ameriky
- 1959 William Shakespeare: Koriolanus
- 1960 Slátan Dudow: Zázračná kariéra Alberta Heytmanna
- 1960 Federico Gárcía Lorca: Čarokrásná ševcová
- 1961 Josef Kajetán Tyl: Jan Hus
- 1961 Arthur Miller: Hon na čarodějnice
- 1961 Ludvík Aškenázy: C. K. Státní ženich
- 1962 Arnold Wesker: Kuchyně
- 1962 William Shakespeare: Zkrocení zlé ženy
- 1962 Michail Šatrov: Synkopy pro trumpetu
- 1962 Eugéne O'Neil: Milionový Marco
- 1963 William Shakespeare: Julius Caesar
- 1967 František Pavlíček: Nanebevstoupení Sašky Krista
- 1968 Lesja Ukrajinka: Lesní píseň
- 1969 Friedrich Dürrenmatt: Král Jan
- 1969 Georges Feydeau: Brouk v hlavě
- 1970 Vladislav Vančura: Josefina

#### Národní divadlo Praha
- 1969 Jean Anouih: Tomáš Becket
- 1970 Josef Kajetán Tyl: Krvavý soud
- 1970 Ladislav Stroupežnický: Naši furianti
- 1971 Václav V. Štech: Třetí zvonění
- 1972 Michail Alexandrovič Šolochov: Rozrušená země
- 1973 William Shakespeare: Othello
- 1972 Václav Klicpera: Hadrián z Římsů
- 1972 Paul Zindel: Vliv gama paprsků na měsíčky zahradní
- 1973 William Shakespeare: Zkrocení zlé ženy
- 1973 Josef Kajetán Tyl: Paličova žena
- 1974 Ignatij Dvoreckij: Člověk odjinud
- 1975 Lev Nikolajevič Tolstoj, Georgij Pavlovič Ansimov: Vojna a mír

### Televize
- 1965 Večerníček (znělka pořadu) – autor znělky k televiznímu Večerníčku
- 1967 Televizní noviny (znělka pořadu) – autor znělky Televizních novin Československé televize
- 1971 Princ a chuďas (TV film)
- autor scénické hudby k několika stovkám televizních inscenací